# کاستلنو
کاستلنو (به اسپانیایی: Castelnou) یک شهرستان در اسپانیا است که در استان تروئل واقع شده‌است.

## خصوصیات
کاستلنو ۳۶ کیلومترمربع مساحت و ۱۰۹ نفر جمعیت دارد.